# جام‌نگر
جام‌نگر شهری در غرب ایالت گجرات در کشور هندوستان است. این شهر به خطوط راه‌آهن هند متصل است.